# الحود (حبيش)

تعديل مصدري - تعديل

الحود محلة تابعة لقرية عميقة، التابعة لعزلة قحزة بمديرية حبيش إحدى مديريات محافظة إب في الجمهورية اليمنية، بلغ تعداد سكانها 73 حسب تعداد اليمن لعام 2004.